# Bopartiet
Bopartiet (BOP) var ett lokalt politiskt parti som var registrerat för val till kommunfullmäktige i Ludvika kommun.

## Historik
Partiet bildades 1985 som en protest mot att kommunen ville införa avgifter boende intill nya gator, därav också namnet Bopartiet. Vid valet samma år erövrade partiet 4 mandat i kommunfullmäktige. I valet 1988 hade partiet en valteknisk samverkan med Miljöpartiet och fick 7 mandat. 1991 hade man istället en valteknisk samverkan med Kristen Demokratisk Samling (nuvarande Kristdemokraterna). Sedan dess har man stått på egna ben och fram till valet 2002 haft 4 mandat i fullmäktige. 2002 tappade man ett mandat, men fullmäktige reducerades samtidigt från 51 till 45 ledamöter.
Vid Bopartiets årsmöte 13 februari 2018 beslutades att partiet inte skulle ställa upp i det årets val och att partiet sedan skulle upplösas vid årsskiftet. Som skäl angavs medlemmarnas höga ålder och utebliven nyrekrytering.
Bopartiets sista ledamot i kommunfullmäktige, Ann-Christin Anderberg, blev sedermera medlem i Kristdemokraterna.

## Valresultat
| År   | Röster | %    | Mandat |
| ---- | ------ | ---- | ------ |
| 1985 | 1 720  | 8,3  | 4 / 51 |
| 1988 | 2 449  | 12,7 | 7 / 51 |
| 1991 | 1 696  | 9,0  | 4 / 51 |
| 1994 | 1 785  | 8,1  | 4 / 51 |
| 1998 | 1 347  | 8,16 | 4 / 51 |
| 2002 | 1 092  | 7,10 | 3 / 45 |
| 2006 | 795    | 5,21 | 3 / 45 |
| 2010 | 693    | 4,27 | 2 / 45 |
| 2014 | 693    | 3,36 | 1 / 45 |